# ビッグ・ライアー
『ビッグ・ライアー』（原題：Big Fat Liar）は、2002年制作のアメリカ合衆国のコメディ映画。ショーン・レヴィ監督。日本では劇場未公開で、WOWOWでの放映タイトルは『ジェイソン、ハリウッドへ行く!?～狼少年VSウルフ～』。

## あらすじ
ジェイソンはいつもウソをついて周囲を困らせる14歳の中学生。ある日、彼は学校の宿題で書いたホラ話の作文「ビッグ・ファット・ライアー」を届ける途中、リムジンと接触事故を起こす。相手の車に乗せてもらったのだが、作文をその車の中に置き忘れてきてしまった。
そのリムジンに乗っていたハリウッドの映画プロデューサー、ウルフはジェイソンの置き忘れた「ビッグ・ファット・ライアー」を見て、新作映画のアイデアに盗用し、映画を制作する。
映画は大ヒットとなるが、それを見たジェイソンは、自分のアイディアが無断で盗用されたことを知るが、両親からは「またウソだろう」と信じてもらえない。
腹を立てたジェイソンは、ガールフレンドのカイリーと一緒にウルフがいるハリウッドへ抗議に向かう。だがウルフは盗作を認めず、彼の作文を焼き捨ててしまった。怒ったジェイソンは逆襲に出る。

## キャスト
- ジェイソン・シェパード：フランキー・ムニッズ（吹替：山口勝平）
- マーティ・ウルフ：ポール・ジアマッティ（吹替：牛山茂）
- カイリー：アマンダ・バインズ（吹替：永島由子）
- モンティ：アマンダ・デトマー（吹替：魏涼子）
- フランク・ジャクソン：ドナルド・フェイソン（吹替：小森創介）
- ブレット・キャロウェイ：タラン・キラム（吹替：岸尾大輔）
- フィリス・コールドウェル：サンドラ・オー
- マーカス・ダンカン：ラッセル・ホーンズビー
- ハリー・シェパード：マイケル・ブライアン・フレンチ（吹替：石井隆夫）
- キャロル・シェパード：クリスティーン・トゥッチ
- ヴィンス：リー・メジャース（吹替：堀部隆一）
- レオ：ショーン・オブライアン
- ジョスリン：エイミー・ヒル
- ダスティ・ウォン：ジョン・チョー
- ジェニー・シェパード：アレクサンドラ・ブレッケンリッジ （杉本ゆう）